# Episodi di Duetto (terza stagione)
La terza stagione della serie televisiva Duetto è stata trasmessa in anteprima negli Stati Uniti d'America dalla Fox tra il 30 ottobre 1988 e il 7 maggio 1989.
| nº | Titolo originale              | Titolo italiano | Prima TV USA     | Prima TV Italia |
| -- | ----------------------------- | --------------- | ---------------- | --------------- |
| 1  | Partners                      |                 | 30 ottobre 1988  |                 |
| 2  | Deja Two                      |                 | 6 novembre 1988  |                 |
| 3  | It's My Party                 |                 | 13 novembre 1988 |                 |
| 4  | For Richard, for Poorer       |                 | 20 novembre 1988 |                 |
| 5  | Oh Boy!                       |                 | 27 novembre 1988 |                 |
| 6  | One Man Out                   |                 | 11 dicembre 1988 |                 |
| 7  | His Mother, Myself            |                 | 18 dicembre 1988 |                 |
| 8  | Brother from Another Zip Code |                 | 15 gennaio 1989  |                 |
| 9  | Sister of the Year            |                 | 29 gennaio 1989  |                 |
| 10 | The New and Improved Linda    |                 | 5 febbraio 1989  |                 |
| 11 | Too Many Cooks                |                 | 12 febbraio 1989 |                 |
| 12 | Read Between the Lines        |                 | 19 febbraio 1989 |                 |
| 13 | Don't Quit Your Day Job       |                 | 26 febbraio 1989 |                 |
| 14 | True Stories                  |                 | 12 marzo 1989    |                 |
| 15 | Roll Call                     |                 | 26 marzo 1989    |                 |
| 16 | Kiss and Break Up             |                 | 9 aprile 1989    |                 |
| 17 | On the Nose                   |                 | 23 aprile 1989   |                 |
| 18 | Richie and the Vamp           |                 | 30 aprile 1989   |                 |
| 19 | The Birth of a Saleswoman     |                 | 7 maggio 1989    |                 |